# Йонні Ернандес
Йонні Ернандес Вега (ісп. Yonny Hernández Vega; 25 липня 1988, Медельїн, Колумбія) — колумбійський мотогонщик, учасник чемпіонату світу з шосейно-кільцевих мотогонок MotoGP. У сезоні 2016 виступає за команду «Aspar MotoGP Team» під номером 68.

## Біографія
У 2012 році Йонні Ернандес у складі команди «Avintia Blusens» дебютував у «королівському» класі мотогонок — MotoGP, ставши першим колумбійцем в історії змагань.

## Статистика виступів

### У розрізі сезонів
| Сезон  | Клас   | Команда                   | Мотоцикл                | Гонки | Пер | Под | ПП | НК | Очки | Місце |
| ------ | ------ | ------------------------- | ----------------------- | ----- | --- | --- | -- | -- | ---- | ----- |
| 2010   | Moto2  | Avintia Blusens           | BQR-Moto2               | 17    | 0   | 0   | 0  | 0  | 32   | 21    |
| 2011   | Moto2  | Avintia Blusens           | FTR                     | 14    | 0   | 0   | 0  | 1  | 43   | 19    |
| 2012   | MotoGP | Avintia Blusens           | BQR                     | 15    | 0   | 0   | 0  | 0  | 28   | 17    |
| 2013   | MotoGP | Paul Bird Motorsport      | ART                     | 18    | 0   | 0   | 0  | 0  | 21   | 18    |
| 2013   | MotoGP | Energy T.I. Pramac Racing | Ducati Desmosedici GP13 | 18    | 0   | 0   | 0  | 0  | 21   | 18    |
| 2014   | MotoGP | Energy T.I. Pramac Racing | Ducati Desmosedici GP14 | 18    | 0   | 0   | 0  | 0  | 53   | 15    |
| 2015   | MotoGP | Octo Pramac Racing        | Ducati Desmosedici GP14 | 18    | 0   | 0   | 0  | 0  | 56   | 14    |
| 2016   | MotoGP | Aspar MotoGP Team         | Honda RC213V-RS         |       |     |     |    |    |      |       |
| Всього | Всього | Всього                    | Всього                  | 100   | 0   | 0   | 0  | 1  | 233  |       |

## Цікаві факти
- У сезоні 2012 року колумбієць не тільки не отримував від «Avintia Racing» заробітну плату за свої виступи, але ще й змушений був платити команді за право виступати у її складі. Сума становила 250 000 €.[1]